# Firebird (servidor de base de dados)
Firebird é um sistema gerenciador de banco de dados, suportado nos sistemas operacionais Linux, Windows, MacOS, Android, e outros sistemas Unix. A Fundação FirebirdSQL coordena a manutenção e desenvolvimento do Firebird, sendo que os códigos fonte são disponibilizados sob o CVS da SourceForge.
O Firebird é gratuito em todos os sentidos: não há limitações de uso, e seu suporte amplamente discutido em listas na Internet, o que facilita enormemente a obtenção de ajuda técnica. O Firebird lançou sua primeira versão para Android, na versão 3.

## História
Uma semana após o lançamento do código-fonte do InterBase 6.0 pela Borland em 25 de julho de 2000, o projeto Firebird foi criado no SourceForge. Firebird 1.0 foi lançado para Linux, Microsoft Windows e Mac OS X em 11 de março de 2002, com portas para Solaris (sistema operacional), FreeBSD 4, HP-UX nos próximos dois meses subsequentes.
Desde sua primeira versão, oferece recursos como: compatibilidade ACID, transações MVCC, triggers, procedures, etc. 
Firebird 2.0 foi lançado em 12 de novembro de 2006, ganhando suporte para sistemas operacionais com arquitetura 64 bits.
A versão mais recente estável é a 5.0.3, lançada no dia 15 de julho de 2025.
O produto suporta sistemas com centenas de usuários simultâneos e bases de dados com centenas de gigabytes. Há suporte gratuito na Internet através de vários sites.
O Firebird tem a maior base de usuários no Brasil, Rússia e Europa.

### Ferramentas
- Database Master - FireBird Management Studio
- IBExpert Developer Studio (oferece versões pagas e uma gratuita - Personal Edition)
- FlameRobin (ferramenta administrativa de código aberto sob licença MIT)
- SQL Manager for Interbase/Firebird (shareware)